# Albertville, Québec
Albertville är en kommun i provinsen Québec i Kanada. Den ligger i regionen Bas-Saint-Laurent, i den östra delen av landet, 700 km öster om huvudstaden Ottawa.